# Vladimír Kompánek
Vladimír Kompánek (28. října 1927, Rajec – 20. ledna 2011, Bratislava) byl slovenský sochař a malíř. Svojí tvorbou je řazen do Skupiny Mikuláše Galandy, kterou on sám pomáhal zakládat. Šlo o blízkého přítele Dominika Tatarky.

## Studium
V letech 1947–1949 studoval na Slovenské vysoké škole technické v Bratislavě. Poté v letech 1949–1954 na Vysoké škole výtvarných umění v Bratislavě.

## Charakteristika tvorby
Nejdůležitějším obdobím jeho sochařské tvorby skulptur se stala 60. léta 20. století. Později se věnoval také kresbě a malbě. Jeho dřevěné skulptury čerpají náměty z venkovského prostředí. Dřevěné archetypální sochy čerpají z genia loci daného místa. Vytvářel koncepci "ochranných božstev" domova, totemické symboly, abstrahoval formy z prostředí – zejména lidové architektury a stromů. Častým motivem je žena a přírodní znaky (Lesná madona, 1966). V malbě často ztvárňoval motiv masopustních masek. Charakteristické v jeho tvorbě bylo sepětí s přírodou a vesnicí. Nezanedbatelnou součástí jeho tvorby byly dřevěné hračky, které se svojí jednoduchostí přibližují k futuristickým hračkám pro dospělé. Některé z nich autor realizoval i ve větším formátu na dětských hřištích např. v Piešťanech.

## Ocenění
- 1965 – cena Cypriána Majerníka
- 1967 – ve Vídni obdržel Herderovu cenu
- 2002 – cena Martina Benky
- 2003 – cena Miloše Bazovského
- 2007 – Řád Ľudovíta Štúra
- 2008 – Křišťálové křídlo za celoživotní dílo

## Spolupráce s StB
V roce 1972 byl registrován jako agent StB číslo 13 293 pod krycím jménem Sochař.